# Pogonitelj
Pogonitelj (eng. driver), u programskoj podršci (softveru) pruža sučelje za programiranje radi nadzora i upravljanja posebnih sučelja niže razine koje je često povezano s osobitim vrstama sklopovlja ili inih usluga niže razine. U slučaju sklopovlja, posebni podrazred pogonitelja koji nadziru fizičke ili virtualne sklopovne naprave znane su kao napravni pogonitelji (eng. device driver), a često se pod pogoniteljem obično misli upravo na napravni pogonitelj.

## Primjer
- Klijentska knjižnica za povezivanje s podatkovnom bazom često je znana kao pogonitelj (driver), primjerice MySQL nativni pogonitelj za PHP.[2]
- IBM i Access ODBC pogonitelj je zbirka sučelja aplikativnog programiranja (API-a) za pristupanje informacijama podatkovne baze služeći se programskim jezikom SQL (Structured Query Language). Korištenjem tih pogonitelja aplikacijama se dopušta pristup različitim bazama podataka koristeći isti izvorni kod i rukovati podatcima u najprikladnijem im formatu. Arhitektura ODBC-a uključuje aplikacije, upravitelja pogonitelja, ODBC-ova pogonitelja i izvor podataka.[3]